# Uranium-234
Uranium-234 of 234U is een radioactieve isotoop van uranium, een actinide. De abundantie op Aarde is zeer laag en bedraagt 0,0055%. Het overgrote deel van het natuurlijk voorkomend uranium op Aarde bestaat uit uranium-238; daarnaast komt ook uranium-235 in kleine hoeveelheden voor.
Verrijkt uranium bevat een hogere concentratie aan uranium-234 in vergelijking met natuurlijk voorkomend uranium. Dit vanwege het feit dat uranium-234 een licht isotoop is en dus net als uranium-235 aangerijkt wordt. Het is echter onwenselijk om hoge hoeveelheden uranium-234 aan te rijken, omdat het nuclide vanwege het even aantal baryonen niet splijtbaar is en trage neutronen absorbeert.

## Vorming
Uranium-234 kan ontstaan door radioactief verval van uranium-238.

## Radioactief verval
Uranium-234 bezit een halveringstijd van 245.660 jaar. Het vervalt vrijwel geheel naar de radio-isotoop thorium-230, onder uitzending van alfastraling:
{\displaystyle {\ce {{^{234}_{92}U}->{^{230}_{90}Th}+\,_{2}^{4}\alpha }}}
De vervalenergie hiervan bedraagt 4,8 MeV.
215U · 216U · 217U · 218U · 219U · 220U · 221U · 222U · 223U · 224U · 225U · 226U · 227U · 228U · 229U · 230U · 231U · 232U · 233U · 234U · 234mU · 235U · 235mU · 236U · 236m1U · 236m2U · 237U · 238U · 238mU · 239U · 239m1U · 239m2U · 240U · 241U · 242U · 243U